# Micro Machines 2: Turbo Tournament
Micro Machines 2: Turbo Tournament est un jeu vidéo de course développé et édité par Codemasters en 1994. Il est disponible sur Mega Drive, PC (DOS), Super Nintendo, Game Boy et Game Gear.

## Système de jeu

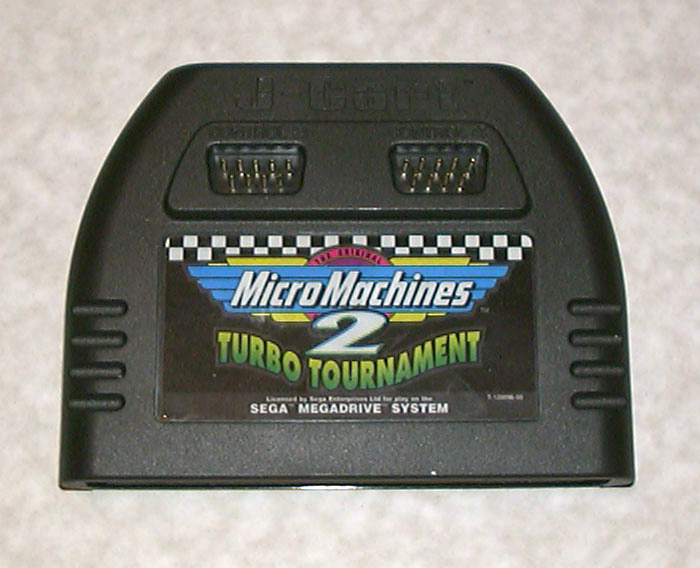
Cartouche J-Cart du jeu

Le jeu reprend le concept de Micro Machines avec des courses de voitures miniatures sur des circuits inspirés par des endroits familiers (cuisine, salle de bain, plage, atelier...)

## Technologie
Sur Mega Drive, une version du jeu dispose de la technologie J-Cart, permettant de brancher 2 manettes supplémentaires sur la cartouche et ainsi de jouer à 8 joueurs (deux par manettes).